# Jacek Bąk
Jacek Waldemar Bąk (pronunție în poloneză [ˈjatsɛɡ ˈbɔŋk]; n. 24 martie 1973, Lublin, Republica Populară Polonă) este un fotbalist polonez retras din activitate care a jucat pe postul de fundaș central.
Pe lângă naționala țării sale, el a jucat la echipe din Franța, Qatar și Austria, reușind să joace în peste 150 de meciuri pentru Lyon. A câștigat Campionatul Poloniei în 2002.
Bąk a reprezentat Polonia timp de 15 ani, jucând la două Campionate Mondiale și la Euro 2008, unde a fost căpitanul echipei.

## Cariera la club
Născut în Lublin, Bąk și-a făcut debutul la seniori la echipa locală Motor Lublin⁠(d) la vârsta de doar 16 ani, mutându-se la Lech Poznań doi ani mai târziu. În sezonul 1992-2993, el a jucat în 28 de meciuri, ajutându-și clubul să câștige al treilea campionat  în patru ani.
Bąk a semnat cu Olympique Lyonnais în vara anului 1995, petrecându-și zece ani din carieră la echipe de Ligue 1 ca RC Lens, unde a ajuns în ianuarie 2002 sau Lyon. Cluburile la care a jucat au terminat pe prima sau a doua poziție.
Bąk s-a retras în iunie 2010, la vârsta de 37 de ani, după doi ani în Qatar Stars League la Al Rayyan SC și trei la FK Austria Viena.

## Carieră la națională
Bąk a jucat primul meci pentru Polonia la 1 februarie 1993, într-un amical încheiat la egalitate, scor 0-0 cu Cipru. El a fost ales în lotul CM 2002 (o apariție, înfrângere cu 0-2 cu Coreea de Sud) și în cel care a făcut deplasarea la Campionatul Mondial din 2006, echipa fiind eliminată din ambele turnee după doar trei meciuri.
În noiembrie 2006, Bąk a susținut că i s-a oferit suma de 10.000€ ca să rateze o lovitură de pedeapsă într-un meci din calificările pentru UEFA Euro 2008 dintre Belgia și Polonia, iar UEFA a deschis o anchetă. Ales de antrenorul Leo Beenhakker în lotul de la turneul final, a fost lăsat în afara lotului în ultimul meci din faza grupelor împotriva Croației, în urma căruia s-a retras după 96 de selecții, fiind al treilea jucător al Poloniei la acest capitol.

## Legături externe
- Jacek Bąk la 90minut.pl pl
- Statistica L' Equipe (franceză)
- fr Statisticile lui  Jacek Bąk în campionatul francez pe site-ul LFP(franceză)
- Statistici națională Arhivat în 16 aprilie 2013, la Archive.is (în poloneză)
- Jacek Bąk pe site-ul National-Football-Teams.com
- Jacek Bąk pe site-ul FIFA (arhivat)
- Profil Soccerway Arhivat în 22 septembrie 2020, la Wayback Machine.